# David Rumelhart

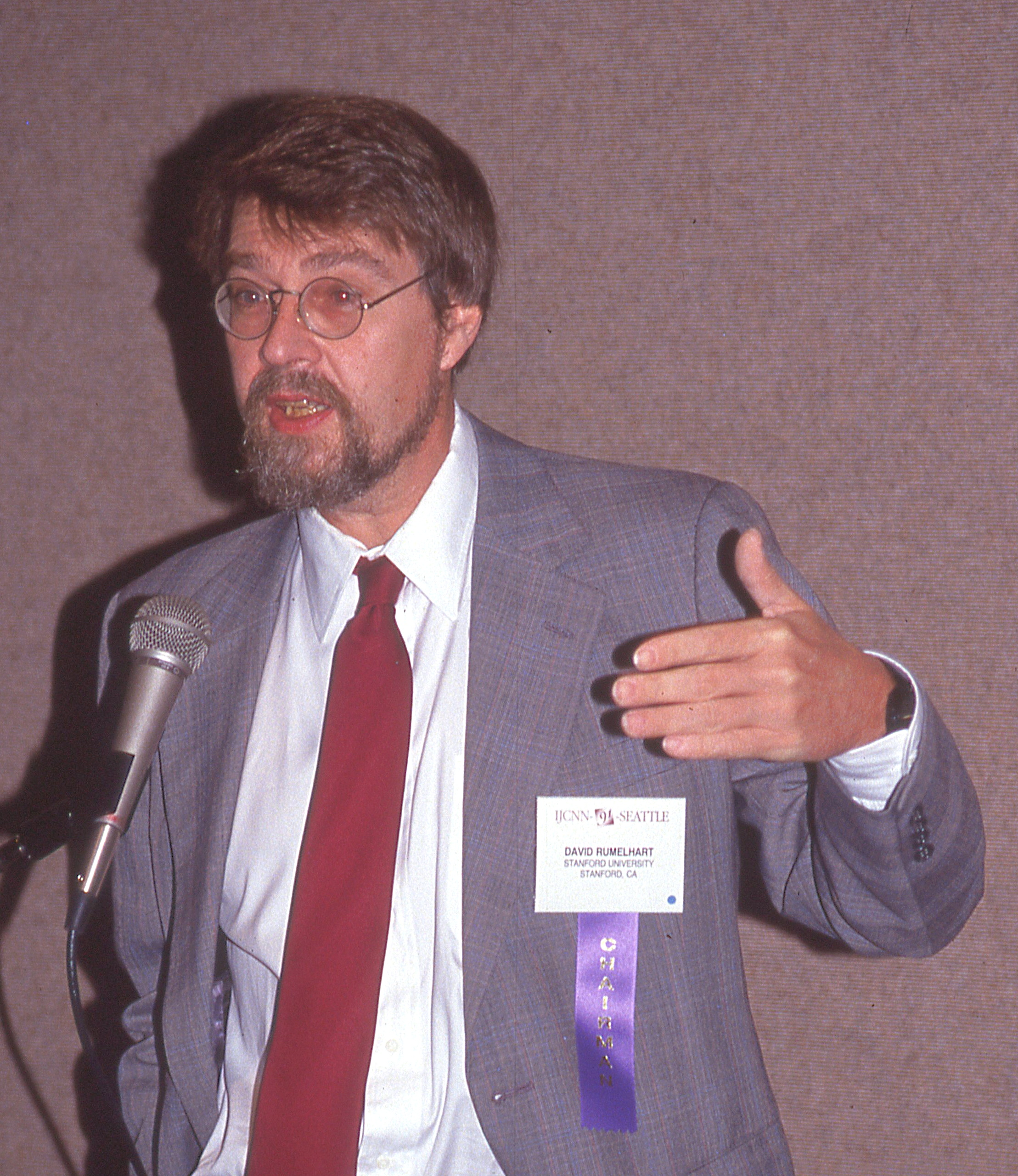
David Rumelhart, 8 lipca 1991, Seattle

David Everett Rumelhart (1942–2011) – amerykański psycholog i kognitywista, profesor Uniwersytetu Kalifornijskiego w San Diego Wspólnie z Donaldem Normanem zaproponował koncepcję pamięci zdarzeń. Razem ze swoim współpracownikiem Jayem McClellandem około roku 1980 stworzył program komputerowy symulujący percepcję. W późniejszym okresie opracował on algorytm, który pozwalał programowi komputerowemu uczyć się tego, jak postrzegać. Był to ważny wkład w rozwój uczenia maszynowego i badań nad sztuczną inteligencją.
Na jego cześć przyznawana jest Nagroda Davida E. Rumelharta za wkład w rozwój teoretycznych podstaw ludzkiego poznania. Nagrodę przyznaje Fundacja Glushko-Samuelson.

## Ważniejsze dzieła
- Parallel Distributed Processing (1986)
- Explorations in Cognition (1975) (współautor: D. Norman)